# Quentin Richardson
Quentin L. Richardson (* 13. April 1980 in Chicago, Illinois) ist ein ehemaliger US-amerikanischer Basketballspieler.

## Karriere
Seit 2000 spielte er in der US-Profiliga NBA, anfangs bei den Los Angeles Clippers, die ihn beim NBA Draft 2000 an 18. Stelle wählten. In der Saison 2003-04 hatte er mit 17,2 Punkte und 6,4 Rebounds im Schnitt sein bestes NBA-Jahr. Er wechselte im Sommer 2004 zu den Phoenix Suns und spielte ab 2005 bei den New York Knicks. Im Juli 2009 wurde er dann im Rahmen eines Trades für Darko Milicic zu den Memphis Grizzlies abgegeben. Diese tradeten Richardson umgehend weiter nach Los Angeles. Für Zach Randolph wechselt Quentin Richardson zurück zu den Los Angeles Clippers. Doch auch hier wurde er umgehend weiter getradet zu den Minnesota Timberwolves, welche ihn aber auch noch weiter gaben an die Miami Heat und dort ging er in die Saison 2009/10. Richardson ist 1,98 Meter groß und spielte sowohl Shooting Guard als auch Small Forward. Von 2010 bis 2012 spielte Richardson, in einer kleineren Rolle, für die Orlando Magic und erreichte in beiden Jahren mit dem Team die Play-offs. Im Laufe der Saisonvorbereitung 2012/13 strichen die Magic ihn per Option aus dem Kader und lösten seinen Vertrag auf.
Zunächst fand Richardson zur Saison 2012/13 keinen neuen Club und beschränkte sich auf privates Training. Zum Ende der regulären Saison wurde er schließlich von seinem ehemaligen Club, den New York Knicks verpflichtet. Für diese absolvierte er nur ein Spiel. In diesem erzielte er 5 Punkte und holte 10 Rebounds. Die Knicks transferierten ihn vor der neuen Saison zu den Toronto Raptors. Er wurde jedoch von den Raptors noch vor Beginn der Saison 2012/13 entlassen. 2014 beendete Richardson seine professionelle Basketballkarriere und arbeitet seitdem als Direktor für Spielerentwicklung bei den Detroit Pistons.
Beim Allstar Weekend 2005 in Denver gewann Richardson vor Kyle Korver von den Chicago Bulls den Dreipunktewettbewerb.

## Leben & Privates
Er war von Juli 2004 bis Dezember 2005 mit der R&B-Sängerin Brandy Norwood verlobt.